# Наркоторгівля

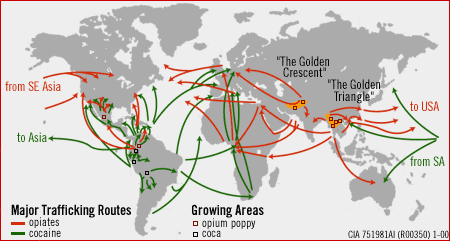
Світові маршрути наркотрафіку

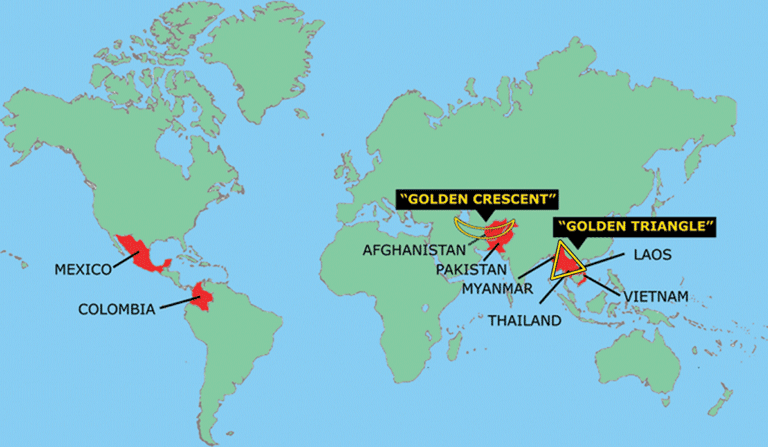
Основні країни світу-виробники героїну (червоним кольором)

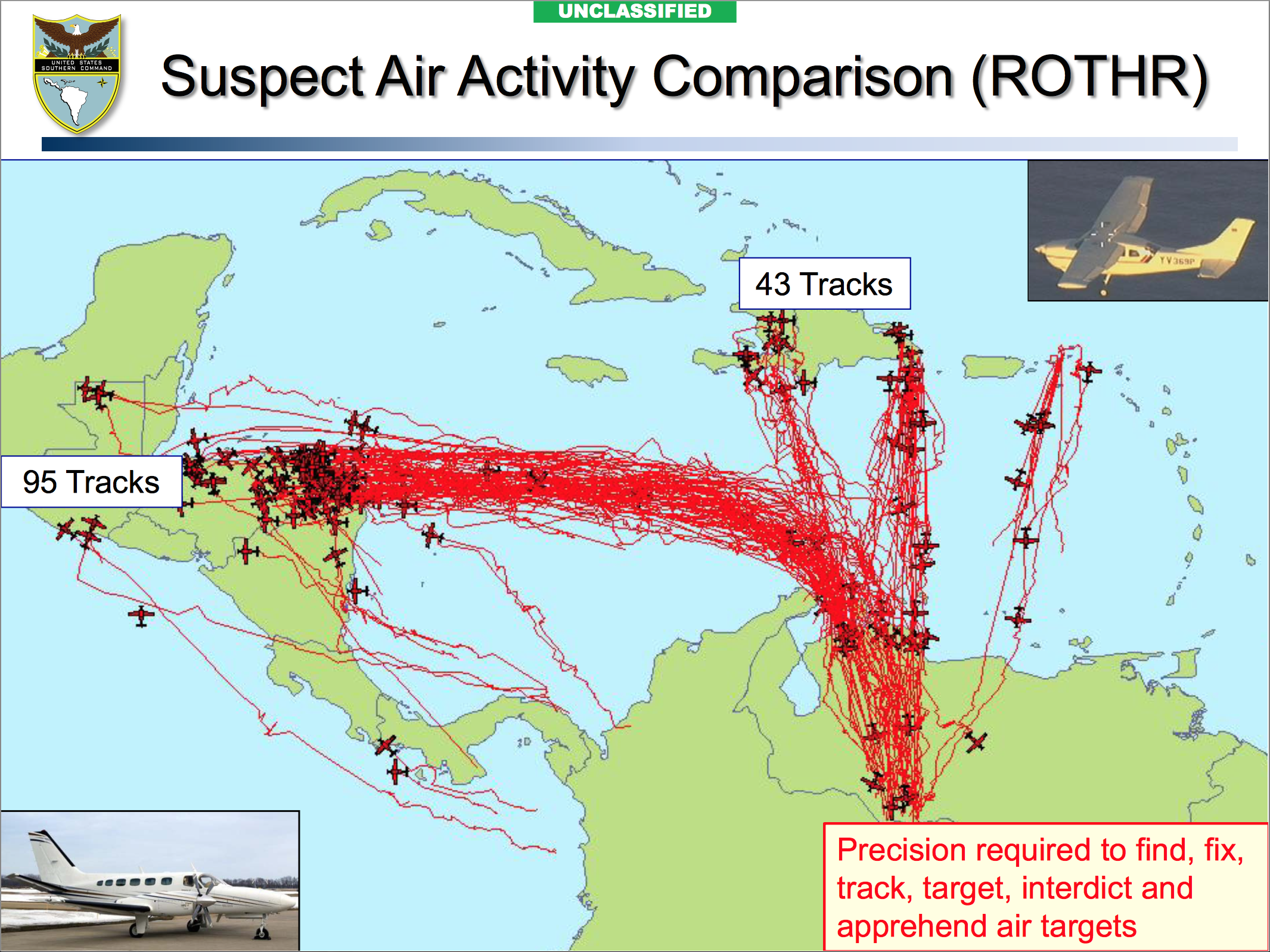
Повітряні маршрути торгівлі наркотиками контролюються Південним командуванням США

Наркоторгівля — протизаконна торгівля забороненими наркотичними засобами. Являє собою багатомільярдний кримінальний наркобізнес. Доходи від цього незаконного бізнесу ніколи і ніде не сприяли економічному зростанню і розвитку держав або їх окремих регіонів. Навпаки, контроль наркоструктур над величезними фінансовими і матеріальними засобами становить серйозну небезпеку для будь-якої, і насамперед слабкої, економіки. Бідність півдня Італії, Колумбії, Перу та інших латиноамериканських країн, де наркомафія утримує в своїх руках багато, в тому числі ключові галузі економіки, свідчить про те, що замість стимулювання національної економіки організована наркозлочинність «консервує» відсталість.
Однак, наприкінці 2009 року заступник Генерального секретаря ООН, виконавчий директор управління ООН з наркотиків і злочинності Антоніо Маріа Коста повідомив газеті «The Observer», що багатомільярдні суми доларів, отримані від наркоторгівлі, допомогли утримати фінансову систему на плаву в розпал світової фінансової кризи: «Це був момент (наприкінці 2008 року), коли система була в основному паралізована через небажання банків давати гроші в борг один одному», «у багатьох випадках гроші від наркоторгівлі були єдиним ліквідним інвестиційним капіталом. У другому півріччі 2008 року ліквідність була основною проблемою банківської системи, а тому ліквідний капітал став важливим фактором». За його словами, в результаті економічна система поглинула значну частину коштів, отриманих злочинним світом від торгівлі наркотиками і налічують 352 млрд доларів США.

## Склад злочину
Наркотик — хімічний агент, що викликає ступор, кому або нечутливість до болю. Термін зазвичай стосується опіатів або опіоїдів, які називають наркотичними анальгетиками. Повний перелік наркотичних засобів, психотропних речовин і прекурсорів представлений у постанові Кабінету Міністрів України «Про затвердження переліку наркотичних засобів, психотропних речовин і прекурсорів».
Наркоторгівець — людина, яка оранізовує торгівлю хімічними сполуками та їх сумішами (чи бере участь у її організації), які викликають залежність (абстинентний синдром, або синдром відміни). Такі речовини, перш за все, є біологічно активними речовинами. Станом на 2005 рік людству було відомо понад 10 мільйонів хімічних сполук. Відтак наведений перелік речовин у постанові Кабінету Міністрів лише частково висвітлює інформацію про такі речовини. До прикладу, психостимулятор мерідил має аналогічну дію до дії фенаміну (на відміну від амфетаміну, не має периферичної адреноміметичної дії, у зв'язку із чим мерідил не впливає на функцію серцево-судинної системи). Мерідил поступається за силою психостимулюючої дії фенаміну, однак цей ефект може бути значно посилений, якщо застосовувати його у комбінації із антагоністами канабіноїдних рецепторів, які значно посилюють ефект психостимуляторів (типу квінпіролу, амфетаміну, мерідилу та інших психостимуляторів). Таким чином, між дофаміновими та канабіноїдними рецепторами існує зв'язок (за активації дофамінових D2-рецепторів посилюється вивільнення анандаміду у стріатумі щурів). Відповідно менш біологічно активні речовини (терміни «слабкі» та «тяжкі» наркотики заборонені конвенцією ООН) можуть динамізуватися (потенціюватися) у комбінації із іншими біологічно активними речовинами.
Тому доцільніше забороняти клас речовин, які здатні викликати певний біологічний ефект, а не самі речовини. Відтак вживання поняття класу (як множини, елементи якої мають спільну властивість — певну біологічну активність) автоматично забороняє вільний обіг усіх без винятку речовин, які наділені зазначеною біологічною активністю. Таким чином закріплюється принцип, який лежить в основі законів по протидії наркозлочинності («Про заходи протидії незаконному обігу наркотичних засобів, психотропних речовин і прекурсорів та зловживанню ними») напротивагу заходам по «механічному» (безпринциповому) виконанню дій по протидії обігу лише незначної частки небезпечних речовин. Складність у розумінні наркозлочинності обумовлена легальним статусом традиційних біологічно активних речовин (зокрема тютюну, етанолу) та значним обсягом коштів, які приносить збут цієї продукції, якіа здатна, як і речовини з переліку заборонених законом, змінювати біохімізм, оскільки одні наркотчні речовини забороняються на користь інших наркотичних речовин. Це не дозволяє здійснювати коректну постановку задачі й класифікаційний підхід до визначення того, що необхідно забороняти і обмежувати, оскільки такий підхід може суперечити утилітарним інтересам зацікавлених осіб.